# 1230
Cette page concerne l'année 1230  du calendrier julien. Pour l'année 1230 av. J.-C., voir 1230 av. J.-C.
L'année 1230 est une année commune qui commence un mardi.

## Événements

### Asie
- Au début de l'année, la Chine du Nord est divisée en dix circonscriptions administratives (lou) par Ögödei sous l’influence de son conseiller le khitan Yelü Chucai. Dirigées par des gouverneurs mongols, elles sont subdivisées en unités plus petites, qui ont pour tâche essentielle de percevoir le tribut[1].

- Novembre : le sultan de Delhi Iltutmish lance une seconde expédition pour soumettre le sultanat indépendant du Bengale (fin en mai 1231)[2].

### Proche-Orient
- 10 août : bataille d'Erzincan[3]. Le sultan du Khwarezm Jalal ad-Din est battu par les armées des pays musulmans alliés. Le sultan saljûqide de Rum prend Erzincan et Erzurum, et s’ouvre ainsi la route du commerce vers l’Iran et l’Extrême Orient.

### Europe
- 6 mars[4] : dépôt solennel, dans la cathédrale de la Dormition à Vladimir, du corps d’Abraham de Smolensk.
- 9 mars : le roi de Bulgarie, Jean II Asen, est vainqueur du despote d'Épire, Théodore Comnène, à Klokotnica. Il annexe le despotat d'Épire et prend Thessalonique[5].
- 19 mars : Alphonse IX de León prend Badajoz[6], puis Mérida (Estrémadure).
- 3 mai : Henri III d'Angleterre débarque à Saint-Malo[7]. Début de la tentative de reconquête des anciennes possessions continentales anglaises par le roi d'Angleterre (jusqu'en 1235). Le duc de Bretagne, Pierre Mauclerc, s'allie à Henri III dans cette tentative.

- 23 juillet : paix de San Germano entre l'empereur Frédéric II et le pape Grégoire IX[8].
- 28 juillet[9] : mort de Léopold VI d'Autriche. Frédéric II le Batailleur devient duc d’Autriche (fin en 1250). Il profite des invasions mongoles en Hongrie pour s’emparer d’une partie du pays.
- 28 août[10] : l'empereur Frédéric II est relevé de l'excommunication qui pesait sur lui.

- 12 septembre : le pape Grégoire IX confirme la donation de Chełmno aux teutoniques et les autorise à s'installer en Prusse pour convertir les Prussiens[11]. Hermann de Salza, grand maître de l’ordre des chevaliers teutoniques, appelé par le duc Conrad de Mazovie, commence la conquête violente de la Prusse-Orientale (jusqu'en 1283). La population est contrainte au baptême par l’épée, tandis que des villes sont créées conformément au droit allemand (Kulm, Thorn, Marienburg, Königsberg).

- 23 septembre : Ferdinand III de Castille et de León, fils d’Alphonse IX de León et de Bérengère de Castille unifie définitivement les deux royaumes (fin de règne en 1252).
- 28 septembre : bulle Quo elongati. Les Franciscains ont l’usage, non la propriété des biens dont ils jouissent[12].
- 15 décembre : début du règne de Wenceslas Ier, premier roi de Bohême couronné à Prague le 15 juin 1228 par l’archevêque de Mayence[13]. Il reçoit l’investiture de l’empereur.

- Italie : Alexandrie cède Capriata d'Orba à Gênes[14].
- Fondation de la Hanse Lübeck - Hambourg, qui regroupe les marchands de la Baltique et de la mer du Nord en Allemagne[15].
- Mention de Robin de Locksley ou Robin des Bois (Robin Hood) par les archives de l’Échiquier comme hors-la-loi (fugitivus)[16].